# 너구리를 잡아 드립니다
《너구리를 잡아 드립니다》는 1984년 3월 18일에 MBC TV에서 방영되었던 베스트 셀러 극장이다.

## 줄거리
극빈환자 무상진료
의대를 갓 졸업하고도 지방도시에 개업한 김평정(남성훈)은 극빈환자들을 무상으로 진료해 준다.
그러나 평정의 병원과 문을 마주한 조베드로 병원장(이영후)은 이러한 평정을 매우 못마땅하게 여긴다.
그러던 중 목공소 직공 화길이 친구 종우의 조각도에 찔리는 부상을 당하는 바람에 조베드로 병원에 찾아오게 된다.
조 교수는 화길에게 페니실린 주사만을 놔주고 돌려보내 상처가 재발, 급기야 평정의 병원에서 수술을 받게 된다.
평정은 화길의 아버지에게 5주짜리 진단서를 발급해주자 그는 종우를 걸어 고소를 하게 된다.

## 출연
- 남성훈
- 최명길
- 이영후
- 김윤경
- 임현식
- 정욱
- 김상순
- 김호영
- 김기종
- 이해룡
- 박윤배
- 김주영
- 차윤회
- 유판웅
- 김지영
- 박예숙
- 오세장
- 문창근
- 서갑숙
- 한애경
- 견미리
- 김지원